# Wolf Larson
 (mai 2024).
 (novembre 2023).
Si vous disposez d'ouvrages ou d'articles de référence ou si vous connaissez des sites web de qualité traitant du thème abordé ici, merci de compléter l'article en donnant les références utiles à sa vérifiabilité et en les liant à la section « Notes et références ».
Wolf Larson (né Wolfgang von Wyszecki le 22 décembre 1959 à Berlin, Allemagne - ) est un acteur canadien, d'origine allemande, installé à Los Angeles depuis 1985, qui a joué le rôle-titre dans la série télévisée Tarzán (1991-1994) aux côtés de Lydie Denier.
Fils du célèbre physicien, Gunter von Wyszecki dont le nom reste l'une des principales personnalités de la science de la couleur du XXe siècle et auteur de nombreuses publications.

## Biographie
Wolf Larson est né à Berlin-Ouest (décembre 1959), en Allemagne. 
Ses parents se sont rencontrés lorsque son père était en poste à Berlin durant six ans (sa mère étant d'origine scandinave).
Écrivain, producteur et acteur connu à l'échelle internationale pour ses rôles dans Tarzan (1991-1994) et Los Angeles Heat (1996-1998).
Son père, Gunther Wyszecki, était un docteur en physique et mathématiques, spécialiste de l'étude des couleurs. Wolf émigre avec sa famille au Canada lorsque son père devient directeur du Conseil national de recherches Canada en 1961 et, dans ses fonctions, participe à établir les couleurs du drapeau du Canada.
Wolf a souffert d'une amygdalite chronique quand il était petit, ce qui l'a contraint à manquer beaucoup l'école. Il avait un professeur particulier, mais cela n'a pas vraiment fonctionné. Wolf n'était pas bien de ne pouvoir jouer avec les autres enfants qu'il connaissait. A l'âge de 14 ans, ses amygdales ont été enlevées.
Il devint plus tard capitaine d'une équipe de football très populaire et commença à suivre des cours de théâtre mais pensant qu'il n'était pas assez bon, il abandonna ses ambitions d'acteur et commença à se concentrer sur le sport.
Wolf a intégré l'Université du Queen à Kingston, Ontario, où il a obtenu un Baccalauréat en Economie et Statistiques. Il a poursuivi ses études à l'Université du Nevada à Las Vegas, où il a obtenu son MBA , un tremplin vers ce qu'il espérait initialement pouvoir décrocher un emploi à Wall Street.
Il enseigne plutôt l'économie et les affaires pendant quelques années. Il est devenu acteur par le plus grand des hasards après avoir été serveur dans un club Chippendales.
Parmi les vingt acteurs ayant incarné Tarzan, il est le seul qui a comme diplôme un MBA.
Wolf joue des rôles mineurs dans ses premières apparitions au cinéma, incluant Mad About You (1990), Castlerock (2000) et Shakedown (2002). Il décroche des rôles secondaires ou principaux dans Expect No Mercy (1995), Tracks of the Killer (1995) et dans les téléfilms Hostile Force (1997), Le Souffle de l'enfer (Storm Chasers: Revenge of the Twister) (1998) et La Mort en blanc (Avalanche Alley) (2001).
Wolf a également écrit le scénario de Crash and Byrnes (2000), où il tient la vedette dans un rôle vaguement familier qui n'est pas sans rappeler le tandem de choc de L'Arme fatale, ou encore celui qu'il incarnait avec Steven Williams dans L.A. Heat, ce dernier acteur qui faisant également partie de la distribution du film.

## Filmographie

### Au cinéma
- 1987 : Hard Ticket to Hawaii : J.J. Jackson
- 1988 : Picasso Trigger : Jimmy-John
- 1990 : Mad About You : Jeff Clark
- 1995 : Expect No Mercy : Warbeck
- 1995 : Tracks of a Killer : Patrick Hausman
- 2000 : Castle Rock : Cade
- 2000 : The Elite : Griffin
- 2002 : Shakedown : Agent Alec "Mac" MacKay
- 2004 : Motocross Kids : responsable de la course
- 2006 : Special Ops: Delta Force : Tolliver

### À la télévision

#### Séries télévisées
- 1985 : Dynastie (Dynasty) - 1 épisode : Bruce
- 1986 : Simon et Simon (Simon & Simon) - 1 épisode : Charles "Chuck" Williams jeune
- 1988 : Santa Barbara - 1 épisode : un homme
- 1991-1994 : Tarzán - 64 épisodes : Tarzán
- 1994 : The Adventures of Brisco County Jr. - 1 épisode : Berkey
- 1994 : Une rue du tonnerre (en) (Thunder Alley) (1994) - 1 épisode : Clay
- 1996 : Out of the Blue - 1 épisode : Smilin' Jack
- 1996-1998 : Los Angeles Heat (L.A. Heat) - 48 épisodes : Détective Chester "Chase" McDonald
- 2000 : Code: Eternity (Code Name: Eternity) - 2 épisodes : Myroc
- 2002 : Spy Girls (She Spies) - 1 épisode : Justin Decker
- Creating America's Next Hit Television Show : Walter Montgomery #3

#### Téléfilms
- 1997 : Hostile Force : Tony Reineke
- 1998 : Le Souffle de l'enfer (Storm Chasers: Revenge of the Twister) : Will Stanton
- 2001 : La Mort en blanc (Avalanche Alley) : Alex